# Huset (TV-serie)
Huset är en dansk dramaserie i fängelsemiljö från 2023 som hade premiär i Danmark 1 september 2023. Serien är skapad av Kim Fupz Aakeson, Frederik Louis Hviid och Michael Noer. Första säsongen bestod av sex avsnitt.

## Handling
Serien utspelar sig under tre månader på ett fängelse som går under namnet Huset, och följer fyra anställda Miriam, Sammi, Henrik och Gert. Fängelset hotas av stängning om man inte lyckas få kontroll på de oegentligheter som finns där.

## Rollista (i urval)
- Charlotte Fich – Gert
- Sofie Gråbøl – Miriam
- David Dencik – Henrik
- Youssef Wayne Hvidtfeldt – Sammi
- Mo Chara – Daood
- Thomas Hou Mandsfeldt – fånge
- Dan Boie Kratfeldt – Panik
- Sami Darr – Hulken
- Bjarne Henriksen – Torsten